# 馮治安
馮 治安（ふう ちあん、繁体字: 馮治安; 簡体字: 冯治安; 拼音: Féng Zhìān; ウェード式: Feng Chih-an）は、中華民国の軍人。国民軍出身の国民革命軍軍人で、日中戦争などで日本軍と何度も激戦を繰り広げた。字は仰之。旧名は治台。

## 事績

### 馮玉祥配下として
最初は学問を志していたが、1912年（民国元年）3月に募兵に応じ、左路備補軍第2営営長を務めていた馮玉祥の下で兵士となった。以後、馮玉祥に随従して各地の戦闘に参加し、馮治安は軍功をしばしば挙げた。1920年（民国9年）、馮玉祥率いる第16混成旅が第11師に拡編されると、馮治安は学兵営営長に昇進している。1924年（民国13年）10月の北京政変（首都革命）でも馮治安は軍功をあげ、国民軍において衛隊旅旅長に昇進した。1926年（民国15年）春に馮玉祥が「赤化」批判を受けて下野、他の北京政府軍に包囲・攻撃される。この際に馮治安は衛隊旅を率いて粘り強く抗戦、国民軍の西北方面への撤退にも貢献した。
同年9月、馮玉祥が五原誓師を行い国民聯軍総司令に就任すると、馮治安は師長に昇進、12月には西安に移駐した。1927年（民国16年)5月、国民聯軍が国民革命軍第2集団軍に改組されると、馮治安は第14軍軍長に昇進、部隊を率いて河南省信陽に進軍する。同年9月、いったんは国民政府側に易幟した靳雲鶚が再び北京政府に戻ろうと図ったため、馮治安は孫良誠らの友軍と協力して靳の軍を即座に殲滅した。まもなく、この時期に馮玉祥に降伏した秦徳純が第14軍軍長となり、馮治安は番号を改められて第23軍軍長となった。

### 盧溝橋事件までの活動
北伐完了後の1929年（民国18年）1月、馮治安は陸軍大学特別班第1期生として入学する。同年中に修了して部隊に復帰すると、馮玉祥と蔣介石の対立は激化しており、馮治安も反蔣戦争を戦うが中原大戦の敗北により降伏を余儀なくされた。その後、馮治安は宋哲元に随従して張学良配下に再編され、第29軍軍長となった宋の下で第37師師長に任ぜられている。1932年（民国21年）8月、察哈爾省警備司令に任命された。
1933年（民国22年）1月、日本軍が山海関へ向けて侵攻を開始し、宋哲元率いる第29軍はこれを迎撃することになる（長城抗戦）。馮治安率いる第37師は3月9日に喜峰口へ到着、16日まで日本軍と激戦を繰り広げてこれを撃退することに成功した。この軍功は国内世論の喝采を集め、馮治安は国民政府からも青天白日勲章を授与された。なお、同年5月に馮玉祥が察哈爾民衆抗日同盟軍を結成した際には、馮治安もこれを密かに支持している。1935年（民国24年）4月、馮治安は陸軍中将銜を授与され、さらに廬山軍官訓練団にも参加した。1936年（民国25年）、冀察政務委員会委員長の任務に専念する宋に代わり、馮治安が河北省政府主席に任ぜられた。またこの頃から、日本軍との交渉が負担となる宋に代わり、馮治安が第29軍の軍務を取り仕切ることが多くなる。
1937年（民国26年）7月7日、盧溝橋事件が勃発すると、馮治安は直ちに指揮下にあった第37師に迎撃と宛平の死守を指示、しばらくは善く守った。しかし宋哲元の防衛方針が一貫しなかったことなどもあり、第29軍全体としては組織だった防衛を行うことができなかった。結局、7月28日に第29軍副軍長佟麟閣と第132師師長趙登禹が南苑で戦死、宋・馮ら第29軍幹部は北平から保定に逃れ、敗退した第29軍の再編にあたった。

### 日中戦争において
まもなく第29軍は第1集団軍に再編され、宋哲元が引き続き総司令となり、さらに馮治安は副総司令兼前敵総指揮、第77軍軍長に昇進した。9月に日本軍が津浦線北段に侵攻してくると、馮治安はこれを迎撃する。まもなく宋が突然休暇をとったため、馮が代理総司令を務め、約1か月の戦闘を実質指揮することになった。10月、馮は第19軍団軍団長に昇進している。しかし、この頃になると宋の迷走する指揮や姿勢に馮は激怒し、ついには病気療養を名目に開封に引きこもってしまった。翌年3月、宋が第1戦区副司令長官に異動したため、ようやく馮は部隊に復帰、対日戦の指揮を再開している。
まもなく馮治安率いる第77軍は第5戦区に移り、国民軍時代の同僚である孫連仲や張自忠、龐炳勲と共に徐州方面で日本軍と戦うこととなる。同年8月、武漢会戦を戦い、これを経て張率いる第33集団軍に合流、馮は集団軍副総司令に任ぜられた。張と馮が率いる第33集団軍は、1939年（民国28年）5月に随棗会戦（日本側呼称襄東会戦）で勇戦するなどの活躍を見せている。1940年（民国29年）5月、棗宜会戦（日本側呼称宜昌作戦）に参戦したが、16日に張が戦死する。張は最前線に赴く直前に後事を全て馮に託しており、馮はまもなく後任として第33集団軍総司令に昇進、宜昌で日本軍と激戦を繰り広げた。
その後も馮治安は湖北省西部を中心に日本軍を相手に戦い、1944年（民国33年）冬には第6戦区副司令長官に昇進、その翌年6月には中国国民党中央監察委員に選出された。しかし馮の軍功や献身にもかかわらず、蔣介石は国民軍出身の馮を軽視し、損耗する第33集団軍への補給をほとんど全く行わないなど差別的待遇を加えている。そのため張自忠時代は3個軍だった第33集団軍は、1944年冬に至って2個師にまで縮編される有様だった。

### 国共内戦と晩年
日中戦争終結後、馮治安は第3綏靖区司令官に任ぜられ、徐州の東北に駐留する。1948年（民国37年）8月、徐州剿匪総司令劉峙を補佐する副総司令に任ぜられ、中国人民解放軍を迎え撃った。しかし戦闘の最中に馮配下の2万の軍勢が起義（反国民党蜂起）を行ったことなどもあり、国民党側は大敗を喫してしまう。馮は劉に対して自ら罪を申告し、罷免の上で南京に護送された。蔣介石は声望のある馮を処分することでの悪影響を恐れ、罪に問わなかった。翌年1月、馮は京瀘杭警備司令部副総司令に任ぜられ、南京を防衛する湯恩伯を補佐したが、まもなく国民党軍は敗退した。馮治安は台湾に逃れ、国民大会代表、総統府戦略顧問、大陸光復設計委員などを務めている。
1954年（民国43年）1月9日、台北市にて病没。享年59(満57歳）。死後、陸軍上将位を追贈された。

## 注
1. ↑  呂（1996）、256-257頁。尹（1999）、111-113頁。
2. 1 2 3 4 5 6  徐主編（2007）、2052頁。
3. 1 2 3 4 5 6  劉主編（2005）、317頁。
4. ↑  呂（1996）、257頁。尹（1999）、113-114頁。
5. ↑  呂（1996）、257-258頁。尹（1999）、114-116頁。
6. ↑  呂（1996）、258-259頁。尹（1999）、116-119頁。
7. ↑  呂（1996）、259頁。
8. ↑  呂（1996）、260-261頁。尹（1999）、120-121頁。
9. ↑  呂（1996）、261-262頁。尹（1999）、121-123頁。なお呂、123頁は馮の病気を名目と見なしているが、尹、283頁によれば実際に耳下腺の失調を抱えていたとしている。
10. ↑  呂（1996）、262-264頁。尹（1999）、120-125頁。
11. ↑  呂（1996）、264頁。尹（1999）、125頁。
12. ↑  呂（1996）、同上。
13. ↑  呂（1996）、265-266頁。尹（1999）、125-126頁。